# Chaerophyllum
Genre
Chaerophyllum est un genre de plantes à fleurs de la famille des Apiaceae. Il comprend environ 36 espèces. En Europe, ce sont des espèces de plantes herbacées bisannuelles ou vivaces appelées cerfeuil. Le cerfeuil commun appartient lui à un genre voisin Anthriscus.

## Espèces
- Chaerophyllum aksekiense A.Duran & H.Duman (Turquie)
- Chaerophyllum angelicifolium M.Bieb. (Transcaucasie, Turquie)
- Chaerophyllum aromaticum L. (Eurasie)
- Chaerophyllum astrantiae Boiss. & Balansa ex Boiss. (Transcaucasie, Turquie)
- Chaerophyllum atlanticum Coss. ex Batt. (Maroc)
- Chaerophyllum aurantiacum Post (Liban, Syrie)
- Chaerophyllum aureum L. - cerfeuil doré (Eurasie)
- Chaerophyllum azoricum Trel. (Açores)
- Chaerophyllum bobrovii Schischk. (Turkménistan)
- Chaerophyllum borodinii Albov (Transcaucasie)
- Chaerophyllum bulbosum L. - cerfeuil tubéreux (Eurasie)
- Chaerophyllum byzantinum Boiss. (Bulgarie, Turquie)
- Chaerophyllum coloratum L. (Albanie, Yugoslavia)
- Chaerophyllum confusum Woronow (Transcaucasie)
- Chaerophyllum creticum Boiss. & Heldr. (Crète)
- Chaerophyllum crinitum Boiss. (Iran, Irak, Transcaucasie, Turquie)
- Chaerophyllum dasycarpum (Hook. ex S.Watson) Nutt. (Alabama, Mississippi, Texas)
- Chaerophyllum elegans Gaudin (Austria, France, Italy, Switzerland)
- Chaerophyllum hakkiaricum Hedge & Lamond (Turquie)
- Chaerophyllum heldreichii Orph. (Albanie, Grèce)
- Chaerophyllum hirsutum L. - cerfeuil hirsute (Europe)
- Chaerophyllum humile M.Bieb. (Ciscaucasie, Transcaucasie)
- Chaerophyllum karsianum Kit Tan & Ocakv. (Turquie)
- Chaerophyllum khorossanicum Czerniak. ex Schischk. (Iran, Turkménistan)
- Chaerophyllum kiapazi Woronow ex Schischk. (Transcaucasie)
- Chaerophyllum leucolaenum Boiss. (Turquie)
- Chaerophyllum libanoticum Boiss. & Kotschy (Liban, Syrie, Turquie)
- Chaerophyllum macropodum Boiss. (Iran, Irak, Turquie)
- Chaerophyllum meyeri Boiss. & Buhse (Iran, Transcaucasie)
- Chaerophyllum nivale Hedge & Lamond (Iran)
- Chaerophyllum oligocarpum Post ex Boiss. (Liban, Syrie)
- Chaerophyllum posofianum Erik & Demirkus (Turquie)
- Chaerophyllum procumbens (L.) Crantz (États-Unis)
- Chaerophyllum reflexum Aitch. (Asie)
- Chaerophyllum roseum M.Bieb. (Ciscaucasie, Transcaucasie, Turquie)
- Chaerophyllum rubellum Albov (Ciscaucasie, Transcaucasie)
- Chaerophyllum Syriecum Heldr. & Ehrenb. ex Boiss. (Liban, Syrie)
- Chaerophyllum tainturieri Hook. & Arn. (natif aux États-Unis, introduit en Asie de l'Est)
- Chaerophyllum temulum L. - cerfeuil penché (Afrique, Eurasie, Amérique du Nord)
- Chaerophyllum tenuifolium Poir. (Maroc)
- Chaerophyllum villarsii W.D.J.Koch - Cerfeuil de Villars (Europe)
- Chaerophyllum villosum Wall. ex DC. (Asie)